# Светско првенство у атлетици у дворани 2022 — 800 метара за жене
Трка на 800 метара у женској конкуренцији на 18. Светском првенству у атлетици у дворани 2022. одржано је 19. и 20. марта у Београдској арени (из спонзорских разлога позната и као Штарк арена, раније Комбанк арена) у Београду (Србија).
Титулу освојену у Бирмингему 2018. није бранила Френсин Нијонсаба из Бурундије.

## Земље учеснице
Учествовало је 18 такмичарки из 13 земаља.
| 1. Аустралија (1) 2. Етиопија (3) 3. Ирска (1) 4. Италија (1) | 1. Јамајка (1) 2. Канада (2) 3. Кенија (1) 4. Норвешка (1) | 1. Пољска (1) 2. САД (2) 3. Уганда (1) 4. Уједињено Краљевство (2) 5. Шпанија (1) |

## Освајачи медаља
| Освајачи медаља |                |               |  |  |  |  |
|                 |                |               |  |  |  |  |
|                 |                |               |  |  |  |  |
|                 |                |               |  |  |  |  |
| Аџе Вилсон      | Фревејни Хаилу | Халима Накаји |  |  |  |  |
| САД             | Етиопија       | Уганда        |  |  |  |  |

## Рекорди пре почетка Светског првенства 2022.
Рекорди у трци на 800 метара за жене пре почетка светског првенства 18. марта 2022. године:
| Рекорди пре почетка Светског првенства 2022. | Рекорди пре почетка Светског првенства 2022. | Рекорди пре почетка Светског првенства 2022. | Рекорди пре почетка Светског првенства 2022. | Рекорди пре почетка Светског првенства 2022. | Рекорди пре почетка Светског првенства 2022. |
| -------------------------------------------- | -------------------------------------------- | -------------------------------------------- | -------------------------------------------- | -------------------------------------------- | -------------------------------------------- |
| Светски рекорд                               | Јоланда Чеплак                               | Словенија                                    | 1:55,82                                      | Беч, Аустрија                                | 3. март 2002.                                |
| Рекорд светских првенстава                   | Лудмила Форманова                            | Чешка                                        | 1:56,90                                      | Маебаши, Јапан                               | 7. март 1999.                                |
| Најбољи резултат сезоне                      | Кили Хоџкинскон                              | Велика Британија                             | 1:57,20                                      | Бирмингем, Уједињено Краљевство              | 19. фебруар 2022.                            |
| Афрички рекорд                               | Марија Мутола                                | Мозамбик                                     | 1:57,06                                      | Лијевен, Француска                           | 12. фебруар 1999.                            |
| Азијски рекорд                               | Михо Сугимори                                | Јапан                                        | 2:00,78                                      | Јокохама, Јапан                              | 22. фебруар 2003.                            |
| Северноамерички рекорд                       | Аџе Вилсон                                   | Сједињене Државе                             | 1:58,29                                      | Њујорк, Сједињене Државе                     | 8. фебруар 2020.                             |
| Јужноамерички рекорд                         | Летисија Вријезде                            | Суринам                                      | 1:59,21                                      | Бирмингем, Уједињено Краљевство              | 23. фебруар 1997.                            |
| Европски рекорд                              | Јоланда Чеплак                               | Словенија                                    | 1:55,82                                      | Беч, Аустрија                                | 3. март 2002.                                |
| Океанијски рекорд                            | Катриона Бисет                               | Аустралија                                   | 1:59,46                                      | Бирмингем, Уједињено Краљевство              | 19. фебруар 2022.                            |

### Најбољи резултати у 2022. години
Десет најбољих атлетичарки на 800 метара у дворани пре првенства (18. марта 2022), имале су следећи пласман.
| 1.  | Кили Хоџкинскон     | Велика Британија | 1:57,20 | 19. фебруар |
| 2.  | Natoya Goule        | Јамајка          | 1:58,46 | 17. фебруар |
| 3.  | Халима Накаји       | Уганда           | 1:58,58 | 17. фебруар |
| 4.  | Катриона Бисет      | Аустралија       | 1:59,46 | 19. фебруар |
| 5.  | Роисин Вилис        | Сједињене Државе | 2:00,06 | 11. фебруар |
| 6.  | Медлин Кели         | Канада           | 2:00,11 | 11. фебруар |
| 7.  | Тигист Гирма        | Етиопија         | 2:00,19 | 22. фебруар |
| 8.  | Еглај Нафуна Наљања | Кенија           | 2:00,26 | 17. фебруар |
| 9.  | Оливија Бејкер      | Сједињене Државе | 2:00,33 | 6. фебруар  |
| 10. | Синтија Анаис       | Француска        | 2:00,49 | 11. фебруар |

Такмичарке чија су имена подебљана учествовале су на СП 2022.

## Квалификационе норме
| Дворана | Отворено |
| ------- | -------- |
| 2:01,50 | 1:58,00  |

## Сатница
| Датум          | Време | Ниво          |
| -------------- | ----- | ------------- |
| 19. март 2022. | 11:45 | Квалификације |
| 20. март 2022. | 18:05 | Финале        |

## Резултати

### Квалификације
Такмичење је одржано 19. марта 2022. године. Такмичарке су биле подељене у 3 групе. За финале су се пласирале по 2 победнице група (КВ) и 2 према постигнутим резултатима (кв).,,
| Група             | 1     | 2     | 3     |
| ----------------- | ----- | ----- | ----- |
| Почетак такмичења | 11:45 | 11:54 | 12:03 |

| Позиција | Група | Атлетичарка             | Земља                | ЛР      | ЛРС     | Резултат      | Белешка |
| -------- | ----- | ----------------------- | -------------------- | ------- | ------- | ------------- | ------- |
| 1.       | 3     | Хабитам Алему           | Етиопија             | 1:56,71 |         | 2:01,12       | КВ, ЛРС |
| 2.       | 3     | Катриона Бисет          | Аустралија           | 1:58,09 | 1:59,46 | 2:01,24       | КВ      |
| 3.       | 3     | Халима Накаји           | Уганда               | 1:58,03 | 1:58,58 | 2:01,47       | кв      |
| 4.       | 1     | Natoya Goule            | Јамајка              | 1:56,15 | 1:58,46 | 2:01,65       | КВ      |
| 5.       | 1     | Фревејни Хаилу          | Етиопија             | 1:57,57 | 2:01,89 | 2:01,70       | КВ, ЛРС |
| 6.       | 3     | Линдзи Батерворт        | Канада               | 1:59,19 | 2:01,45 | 2:01,99       | кв      |
| 7.       | 1     | Џени Селман             | Уједињено Краљевство | 2:00,70 | 2:00,70 | 2:02,00       |         |
| 8.       | 3     | Ангелика Ћихоцка        | Пољска               | 1:58,41 | 2:00,53 | 2:02,01       |         |
| 9.       | 1     | Медлин Кели             | Канада               | 2:00,11 | 2:00,11 | 2:02,06       |         |
| 10.      | 1     | Елена Бело              | Италија              | 2:00,44 | 2:01,45 | 2:02,35(.342) |         |
| 11.      | 1     | Оливија Бејкер          | САД                  | 2:00,08 | 2:00,33 | 2:02,35(.350) |         |
| 12.      | 2     | Аџе Вилсон              | САД                  | 1:55,61 | 2:01,38 | 2:03,42       | КВ      |
| 13.      | 2     | Лорена Мартин           | Шпанија              | 2:01,34 | 2:01,34 | 2:03,85(.845) | КВ      |
| 14.      | 2     | Тигист Гирма            | Етиопија             | 2:00,19 | 2:00,19 | 2:03,85(.847) |         |
| 15.      | 3     | Наоми Корир             | Кенија               | 2:00,66 | 2:00,66 | 2:03,94       |         |
| 16.      | 2     | Хеда Хине               | Норвешка             | 1:58,10 | 2:02,05 | 2:04,17       |         |
| 17.      | 2     | Síofra Cléirigh Büttner | Ирска                | 2:00,58 | 2:03,18 | 2:06,99       |         |
| —        | 2     | Кили Хоџкинскон         | Уједињено Краљевство | 1:55,88 | 1:57,20 | НС            |         |

### Финале
Такмичење се одржало 20. марта 2022. године у 18:05.,
| Позиција | Атлетичарка      | Земља      | Резултат | Белешка |
| -------- | ---------------- | ---------- | -------- | ------- |
|          | Аџе Вилсон       | САД        | 1:59,09  | ЛРС     |
|          | Фревејни Хаилу   | Етиопија   | 2:00,54  | ЛРС     |
|          | Халима Накаји    | Уганда     | 2:00,66  |         |
| 4.       | Natoya Goule     | Јамајка    | 2:01,18  |         |
| 5.       | Катриона Бисет   | Аустралија | 2:01,24  |         |
| 6.       | Линдзи Батерворт | Канада     | 2:03,21  |         |
| 7.       | Хабитам Алему    | Етиопија   | 2:03,37  |         |
| 8.       | Лорена Мартин    | Шпанија    | 2:03,93  |         |

### Пролазна времена
| Дистанца | Време   | Атлетичарка  | Држава  |
| -------- | ------- | ------------ | ------- |
| 200 м    | 28,24   | Natoya Goule | Јамајка |
| 400 м    | 59,28   | Natoya Goule | Јамајка |
| 600 м    | 1:29,50 | Аџе Вилсон   | САД     |